# Isolobodon montanus
Espèce
Statut de conservation UICN

 EX  : Éteint
Isobodon montanus est une espèce de Rongeurs de la sous-famille des Isolobodontinae. Elle est désormais éteinte.

## Classification
Cette espèce a été décrite pour la première fois en 1922 par le mammalogiste américain Gerrit Smith Miller junior (1869-1956).